# Plebejidea
Plebejidea is een geslacht van vlinders uit de familie van de Lycaenidae, de kleine pages, vuurvlinders en blauwtjes. De wetenschappelijke naam en de beschrijving van dit geslacht zijn voor het eerst gepubliceerd in 1983 door Ahmet Ömer Koçak. De soorten van dit geslacht komen voornamelijk voor in het westen van Azië.

## Soorten
- Plebejidea afshar (Eckweiler, 1998)
- Plebejidea chamanica (Moore, 1884)
- Plebejidea loewii (Zeller, 1847) - Azuurblauwtje
- Plebejidea sanoga (Evans, 1925)